# Tetraloniella paulyi
Tetraloniella paulyi là một loài Hymenoptera trong họ Apidae. Loài này được Eardley mô tả khoa học năm 2001.